# Geltingia
Geltingia är ett släkte av lavar som beskrevs av Vagn Alstrup och David Leslie Hawksworth. Geltingia ingår i familjen Odontotremataceae, ordningen Ostropales, klassen Lecanoromycetes, divisionen sporsäcksvampar och riket svampar.
Släktet innehåller bara arten Geltingia associata.